# Panicum animarum
Panicum animarum är en gräsart som beskrevs av Stephen Andrew Renvoize. Panicum animarum ingår i släktet vipphirser, och familjen gräs. Inga underarter finns listade i Catalogue of Life.